# Миллер, Полина Сергеевна
Поли́на Серге́евна Ми́ллер (род. 23 ноября 1988) — российская гимнастка, мастер спорта международного класса, призёр чемпионатов мира и Европы.
Родилась в 1988 году в Ленинграде. В 2004 году стала чемпионкой России в упражнениях на брусьях, а на чемпионате Европы завоевала бронзовую медаль в составе команды. В 2006 году стала обладательницей в составе команды бронзовых медалей чемпионата мира и чемпионата Европы.